# Marlon Rodrigues Xavier
Marlon Rodrigues Xavier, conhecido apenas como Marlon (Cascavel, 20 de maio de 1997), é um futebolista brasileiro que atua como lateral-esquerdo. Atualmente joga pelo Grêmio, emprestado pelo Cruzeiro.

## Carreira

### Antecedentes
Nascido na cidade de Cascavel, no interior do Paraná, Marlon deu seus primeiros passos no futebol na escolinha de futebol do Centro Educacional de Futebol Alternativo (CEFA). Com apenas dez anos, Marlon mudou-se para Caxias do Sul para defender as categorias de base do Juventude.
Em setembro de 2013, Marlon passou a fazer parte das categorias de base do Criciúma, após uma passagem pelas categorias de base do Internacional. No final de 2015, Marlon foi promovido ao time profissional.

### Criciúma
Sua estreia como jogador profissional aconteceu no dia 7 de novembro, entrando como titular em uma vitória em casa por 1–0 sobre o Botafogo, pela Série B de 2015. Marlon se destacou durante a sua passagem pelo Criciúma, chegando até a ser convocado para ser sparring na Seleção Brasileira no ano de 2016 nos treinamentos da equipe.

### Fluminense
No dia 18 de julho de 2017, o Fluminense confirmou a contratação de Marlon, por um contrato de empréstimo até o fim do ano. Sua estreia aconteceu no dia 26 de julho, entrando como substituto em uma vitória fora de casa por 2–1 sobre a Universidad Católica-EQU, pelo Copa Sul-Americana de 2017.
Em janeiro de 2018, o Fluminense prorrogou o seu contrato de empréstimo até o final da temporada. Marlon foi reserva de Ayrton Lucas, que seria vendido ao Spartak Moscou no final da temporada 2018. No dia 16 de janeiro de 2019, foi anunciada a compra definitiva de Marlon pelo Fluminense, assinando um novo contrato de três temporadas.
Fez o seu primeiro gol como jogador profissional no dia 5 de fevereiro de 2019, em uma vitória fora de casa por 5–0 sobre o River-PI, pela Copa do Brasil de 2019.

### Boavista
No dia 4 de agosto de 2019, foi anunciado o empréstimo de Marlon ao clube português Boavista, por um contrato até o final da temporada com uma opção de compra.

### Trabzonspor
No dia 14 de agosto de 2020, Marlon foi anunciado pelo clube turco Trabzonspor, por um contrato de empréstimo até o final da temporada.

### Retorno ao Fluminense
Em 17 de maio de 2021, após o Trabzonspor não exercer a opção de compra, Marlon retornou ao Fluminense. Sua reestreia pelo clube aconteceu no dia 20 de setembro, entrando como substituto nos últimos minutos em um empate fora de casa por 2–2 com o Cuiabá, pelo Campeonato Brasileiro de 2021.
Marlon ganhou uma segunda chance no Fluminense, terminando 2021 como titular e com três participações em gols em 13 jogos. Porém, em 2022, Marlon voltou a perder espaço com as contratações de Cris Silva e Mario Pineida e disputou apenas sete partidas na temporada.

### Ankaragücü
Em 14 de julho de 2022, após rescindir seu contrato com o Fluminense, foi anunciado pelo clube turco Ankaragücü, assinando um contrato até junho de 2024. Marlon abriu mão dos salários que ainda teria a receber, e o Fluminense ficou com 30% dos seus direitos econômicos.

### Cruzeiro
No dia 10 de março de 2023, o Cruzeiro anunciou a contratação de Marlon, por um contrato até o fim de 2025. Fez sua estreia no dia 19 de março, entrando como titular em uma derrota fora de casa por 2–1 para o América Mineiro, pelo Campeonato Mineiro.
Fez seu primeiro gol pelo clube no dia 14 de maio de 2023, em uma vitória sobre o América Mineiro por 4–0, pelo Campeonato Brasileiro, no Estádio Independência. O mesmo mês de maio foi inesquecível para Marlon, que foi às redes novamente na partida contra o Flamengo no Maracanã, também pelo Campeonato Brasileiro. Após dobradinha com Bruno Rodrigues, o lateral chutou firme para abrir o placar.
Ainda no Brasileirão 2023, sob o comando de Zé Ricardo, Marlon marcou o segundo gol da vitória por 3-0 sobre o Bahia, no Mineirão, pela 29ª Rodada. A vitória deu um alívio ao Cruzeiro na luta contra o rebaixamento. Já no ano seguinte, pelo Campeonato Mineiro 2024, no dia 9 de fevereiro, após assistência de Matheus Pereira, Marlon marcou o primeiro gol da vitória sobre o Patrocinense, no Mineirão.
No dia 12 de fevereiro de 2025, na partida contra o Democrata de Governador Valadares pelo Campeonato Mineiro, em Sete Lagoas, Marlon completou a marca de 100 jogos pelo Cruzeiro, que passou a ser o clube mais duradouro da carreira do lateral.
Um dia após a derrota para o Mushuc Runa, no Mineirão, pela Copa Sul-Americana, em 10 de abril de 2025, foi oficializada a saída de Marlon para o Grêmio, por empréstimo com opção de compra.

### Grêmio
Em 10 de abril de 2025 foi oficializada a ida por empréstimo de Marlon ao Grêmio. O lateral era um desejo antigo do time gaúcho.
Estreou com a camisa tricolor no Grenal pelo primeiro turno do Brasileirão, em 19 de abril. O jogo terminou empatado em 1-1, na Arena do Grêmio.

## Seleção Brasileira
Em 2016, foi convocado primeira vez para a Seleção Brasileira Sub-20 e venceu o Quadrangular de Seleções, realizado no Chile. O bom futebol realizado no Criciúma o rendeu uma convocação para ser sparring de Rogério Micale na preparação da Seleção Olímpica, em 2016. Ele foi um dos sete garotos que completaram o grupo olímpico nos treinamentos. Mais tarde, aquele time levou o primeiro ouro olímpico da história do futebol brasileiro.
Ainda no ano de 2016, Marlon ainda teve a oportunidade de ser sparring na Seleção Brasileira principal, agradando Tite nos treinos preparatórios para as Eliminatórias da Copa do Mundo de 2018.

## Estilo de jogo
Marlon é conhecido por ser um lateral ofensivo. Com uma boa característica de cruzamento para a área, mostrado em várias situações, o jogador é considerado um lateral bem agudo, que apoia bastante o ataque, mas que mantém um grande fundamento defensivo. Sendo considerado um lateral muito regular. 

## Estatísticas
Atualizadas até 8 de dezembro de 2024.
| Equipe            | Temporada         | Campeonato nacional | Campeonato nacional | Campeonato nacional | Copa nacional[a] | Copa nacional[a] | Copa nacional[a] | Competições continentais[b] | Competições continentais[b] | Competições continentais[b] | Outros torneios[c] | Outros torneios[c] | Outros torneios[c] | Total | Total | Total   |
| Equipe            | Temporada         | Jogos               | Gols                | Assist.             | Jogos            | Gols             | Assist.          | Jogos                       | Gols                        | Assist.                     | Jogos              | Gols               | Assist.            | Jogos | Gols  | Assist. |
| ----------------- | ----------------- | ------------------- | ------------------- | ------------------- | ---------------- | ---------------- | ---------------- | --------------------------- | --------------------------- | --------------------------- | ------------------ | ------------------ | ------------------ | ----- | ----- | ------- |
| Criciúma          | 2015              | 5                   | 0                   | 0                   | —                | —                | —                | —                           | —                           | —                           | —                  | —                  | —                  | 5     | 0     | 0       |
| Criciúma          | 2016              | 20                  | 0                   | 0                   | 2                | 0                | 0                | —                           | —                           | —                           | 19                 | 0                  | 0                  | 41    | 0     | 0       |
| Criciúma          | 2017              | 8                   | 0                   | 0                   | 4                | 0                | 0                | —                           | —                           | —                           | 17                 | 0                  | 0                  | 29    | 0     | 0       |
| Criciúma          | Total             | 33                  | 0                   | 0                   | 6                | 0                | 0                | 0                           | 0                           | 0                           | 36                 | 0                  | 0                  | 75    | 0     | 0       |
| Fluminense        | 2017              | 15                  | 0                   | 2                   | —                | —                | —                | 4                           | 0                           | 0                           | —                  | —                  | —                  | 19    | 0     | 2       |
| Fluminense        | 2018              | 12                  | 0                   | 1                   | 2                | 0                | 0                | 1                           | 0                           | 0                           | 5                  | 0                  | 0                  | 20    | 0     | 1       |
| Fluminense        | 2019              | —                   | —                   | —                   | 1                | 1                | 0                | 1                           | 0                           | 0                           | 4                  | 0                  | 0                  | 6     | 1     | 0       |
| Fluminense        | 2021              | 13                  | 0                   | 3                   | 0                | 0                | 0                | —                           | —                           | —                           | —                  | —                  | —                  | 13    | 0     | 3       |
| Fluminense        | 2022              | 3                   | 0                   | 0                   | 1                | 0                | 0                | 3                           | 0                           | 0                           | 0                  | 0                  | 0                  | 7     | 0     | 0       |
| Fluminense        | Total             | 43                  | 0                   | 6                   | 4                | 1                | 0                | 9                           | 0                           | 0                           | 9                  | 0                  | 0                  | 65    | 1     | 6       |
| Boavista          | 2019–20           | 27                  | 2                   | 2                   | 1                | 0                | 0                | —                           | —                           | —                           | —                  | —                  | —                  | 28    | 2     | 2       |
| Boavista          | Total             | 27                  | 2                   | 2                   | 1                | 0                | 0                | 0                           | 0                           | 0                           | 0                  | 0                  | 0                  | 28    | 2     | 2       |
| Trabzonspor       | 2020–21           | 36                  | 0                   | 1                   | 1                | 0                | 0                | —                           | —                           | —                           | 1                  | 0                  | 0                  | 38    | 0     | 1       |
| Trabzonspor       | Total             | 36                  | 0                   | 1                   | 1                | 0                | 0                | 0                           | 0                           | 0                           | 1                  | 0                  | 0                  | 38    | 0     | 1       |
| Ankaragücü        | 2022–23           | 13                  | 0                   | 1                   | 2                | 0                | 1                | —                           | —                           | —                           | —                  | —                  | —                  | 15    | 0     | 2       |
| Ankaragücü        | Total             | 13                  | 0                   | 1                   | 2                | 0                | 1                | 0                           | 0                           | 0                           | 0                  | 0                  | 0                  | 15    | 0     | 2       |
| Cruzeiro          | 2023              | 36                  | 3                   | 2                   | 4                | 0                | 0                | —                           | —                           | —                           | 1                  | 0                  | 1                  | 41    | 3     | 3       |
| Cruzeiro          | 2024              | 28                  | 0                   | 1                   | 1                | 0                | 0                | 13                          | 0                           | 1                           | 10                 | 1                  | 2                  | 52    | 1     | 4       |
| Cruzeiro          | Total             | 64                  | 3                   | 3                   | 5                | 0                | 0                | 13                          | 0                           | 1                           | 11                 | 1                  | 3                  | 93    | 4     | 7       |
| Total na carreira | Total na carreira | 216                 | 5                   | 12                  | 19               | 1                | 1                | 23                          | 0                           | 1                           | 56                 | 1                  | 3                  | 314   | 7     | 17      |

- a. ^ Jogos da Copa do Brasil, Taça de Portugal e Copa da Turquia
- b. ^ Jogos da Copa Sul-Americana e Copa Libertadores
- c. ^ Jogos do Campeonato Catarinense, Primeira Liga do Brasil, Campeonato Carioca, Supercopa da Turquia e Campeonato Mineiro

## Títulos
Trabzonspor
- Supercopa da Turquia: 2020[52]

Fluminense
- Taça Guanabara: 2022
- Campeonato Carioca: 2022

Grêmio
- Recopa Gaúcha: 2025

### Prêmios Individuais
- Seleção do Cartola: 2023[53]